# 그녀에게 (영화)
그녀에게는 2024년 개봉한 대한민국의 드라마 영화다.

## 줄거리
“내 아이는 오래 사랑 받을 사람 '장애인(長愛人)'입니다." 모든 일을 계획대로 이뤄내고야 마는 정치부 기자 상연. 오랜 노력 끝에 기적처럼 쌍둥이 남매를 낳지만 누나보다 느리고 더디던 둘째 지우가 (자폐성) 지적장애 2급 판정을 받으면서 상연은 이전과 완전히 다른 삶을 맞닥뜨린다. 세상에 오직 장애를 가진 자식과 자신, 단 둘 뿐인 `장애라는 섬`에 갇힌 것만 같은 상연. ‘장애도’에서의 고립을 벗어나 ‘세상 속에서’ 당당히 살기 위한 그녀의 길고 힘겨운 여정이 시작되는데...

## 캐스팅

### 주연
- 김재화: 상연 역
- 성도현: 진명 역
- 빈주원: 지우 역
- 이하린: 지수 역

### 조연
- 이호진: 은별 역
- 정지인: 정연 역
- 김태윤: 신자 엄마 역
- 진서: 재활의 역
- 이수정: 소아과 의사 역
- 나수윤: 특수교사 역
- 전인걸: 찬규 역
- 서동건: 은별 남편 역
- 홍경아: 수간호사 역
- 김희라: 편지 엄마 역

### 특별 출연
- 류승연: 강사 역 (원작)